# Dänischer Fußballpokal 1989/90
Der Dänische Fußballpokal 1989/90 (unter Sponsorenschaft auch BG Bank Cup) war die 36. Austragung des dänischen Pokalwettbewerbs der Männer. Er wurde vom dänischen Fußballverband ausgetragen. Der Pokalsieger musste nach einem 0:0 nach Verlängerung zwischen Lyngby BK und Aarhus GF in einem Wiederholungsspiel ermittelt werden. Lyngby gewann dies mit 6:1 und wurde zum dritten Mal dänischer Pokalsieger. Zum letzten Mal fanden die Endspiele im Københavns Idrætspark von Kopenhagen statt.
Das Halbfinale wurde in Hin- und Rückspiel entschieden. In den anderen Runden wurden die Begegnungen in einem Spiel ausgetragen. Bei unentschiedenem Ausgang wurde zur Ermittlung des Siegers eine Verlängerung gespielt. Stand danach kein Sieger fest, folgte ein Elfmeterschießen.

## 1. Runde
Es nahmen 66 Mannschaften von der dritten Klasse abwärts sowie die 14 Zweitligisten teil.

## 2. Runde
Teilnehmer waren die 40 Sieger der ersten Runde und vier Erstligisten.
|                         | Ergebnis              |                      |
| ----------------------- | --------------------- | -------------------- |
| AB Gladsaxe             | 3:1                   | Fremad Amager        |
| B 1901 Nykøbing         | 6:2                   | Albertslund IF       |
| B 1913 Odense           | 2:0                   | Kolding IF           |
| B.93 Kopenhagen         | 2:0                   | Køge BK              |
| IF Skjold Birkerød      | 1:0                   | Kastrup BK           |
| Brønshøj BK             | 4:0                   | Roskilde BK          |
| Bramming BK             | 1:4                   | Randers SK Freja     |
| Dragør BK               | 2:2 n. V. (3:4 i. E.) | Helsingør IF         |
| Espergærde IF           | 3:1                   | SB50 Ishøj           |
| Fredericia KFUM         | 2:3                   | Odense KFUM          |
| Frederikshavn fI        | 0:3                   | Esbjerg fB           |
| BK Frem Kopenhagen      | 6:0                   | BK Friheden          |
| BK Fremad Valby         | 2:2 n. V. (2:3 i. E.) | IK Viking Rønne      |
| Herfølge BK             | 0:1                   | Ølstykke FC          |
| Hobro IK                | 1:0                   | Hjørring AIK Frem    |
| Nørre Aaby IK           | 1:2 n. V.             | Holstebro BK         |
| Odense Kammeraternes SK | 1:3                   | B 1909 Odense        |
| IK Skovbakken           | 2:0                   | Nørresundby BK       |
| Skovshoved IF           | 0:2                   | Kjøbenhavns Boldklub |
| Svendborg fB            | 2:0                   | SUB Ullerslev        |
| Viborg FF               | 4:1                   | Holbæk B&I           |
| Aabenraa BK             | 4:1                   | Nakskov BK           |

## 3. Runde
Teilnehmer: Die 22 Sieger der zweiten Runde und zehn weitere Vereine aus der 1. Division 1989.
|                      | Ergebnis              |                    |
| -------------------- | --------------------- | ------------------ |
| B 1903 Kopenhagen    | 2:3                   | Svendborg fB       |
| Brøndby IF           | 10:30                 | Espergærde IF      |
| Esbjerg fB           | 1:4                   | Randers SK Freja   |
| Helsingør IF         | 0:0 n. V. (4:3 i. E.) | AB Gladsaxe        |
| Holstebro BK         | 1:7                   | Lyngby BK          |
| Ikast FS             | 0:1 n. V.             | Aarhus GF          |
| Kjøbenhavns Boldklub | 5:1                   | B 1901 Nykøbing    |
| Næstved IF           | 3:1                   | B 1909 Odense      |
| Odense BK            | 2:3 n. V.             | IF Skjold Birkerød |
| Silkeborg IF         | 3:0                   | Hobro IK           |
| IK Skovbakken        | 6:1                   | Odense KFUM        |
| Vejle BK             | 3:0                   | Viborg FF          |
| IK Viking Rønne      | 0:4                   | Brønshøj BK        |
| Aalborg BK           | 3:1                   | B.93 Kopenhagen    |
| Aabenraa BK          | 0:1                   | B 1913 Odense      |
| Ølstykke FC          | 2:1 n. V.             | BK Frem Kopenhagen |

## 4. Runde
Teilnehmer: Die 16 Sieger der dritten Runde.
|                    | Ergebnis  |                      |
| ------------------ | --------- | -------------------- |
| IF Skjold Birkerød | 0:2       | Silkeborg IF         |
| Brøndby IF         | 6:0       | Aalborg BK           |
| Helsingør IF       | 2:1 n. V. | Randers SK Freja     |
| Næstved IF         | 1:2 n. V. | Lyngby BK            |
| IK Skovbakken      | 0:4       | Aarhus GF            |
| Svendborg fB       | 1:0       | Brønshøj BK          |
| Vejle BK           | 4:0       | B 1913 Odense        |
| Ølstykke FC        | 2:1       | Kjøbenhavns Boldklub |

## Viertelfinale
|              | Ergebnis |             |
| ------------ | -------- | ----------- |
| Helsingør IF | 0:1      | Aarhus GF   |
| Lyngby BK    | 1:0      | Brøndby IF  |
| Silkeborg IF | 1:2      | Ølstykke FC |
| Svendborg fB | 0:3      | Vejle BK    |

## Halbfinale
|           | Gesamt |             | Hinspiel | Rückspiel |
| --------- | ------ | ----------- | -------- | --------- |
| Aarhus GF | 2:0    | Ølstykke FC | 1:0      | 1:0       |
| Vejle BK  | 1:5    | Lyngby BK   | 1:2      | 0:3       |

## Finale
| Paarung        | Lyngby BK – Aarhus GF |
| Ergebnis       | 0:0 n. V. |
| Datum          | 24. Mai 1990 |
| Stadion        | Københavns Idrætspark, Kopenhagen |
| Zuschauer      | 8.600 |
| Schiedsrichter | Kim Milton Nielsen |
| Tore           | keine |
| Lyngby BK      | Jan Rindom – Henrik Larsen, Vetle Andersen (90. Erik Larsen), Michael Gothenborg, Claus Christiansen – John Helt, Michael Schäfer (90. Dennis Foss Nielsen), Flemming Christensen, Peter Nielsen – Allan Kuhn, Morten Wieghorst Cheftrainer: Kim Lyshøj |
| Aarhus GF      | Troels Rasmussen – Lasse Skov, John Stampe (108. Henrik Jespersen), Marc Rieper, Lars Frisch – Stig Tøfting, Claus Thomsen, Uffe Jakobsen (73. Erik Madsen), Torben Christensen – Lars Lundkvist, Søren Andersen Cheftrainer: Ole Brandenborg           |

### Wiederholungsspiel
| Paarung        | Lyngby BK – Aarhus GF |
| Ergebnis       | 6:1 (2:0) |
| Datum          | 24. Mai 1990 |
| Stadion        | Københavns Idrætspark, Kopenhagen |
| Zuschauer      | 2.000 |
| Schiedsrichter | Jan Damgaard |
| Tore           | 1:0 Henrik Larsen (23.) 2:0 Peter Nielsen (40.) 3:0 Knut Clem (61.) 4:0 Flemming Christensen (64.) 4:1 Torben Christensen (71.) 5:1 Michael Schäfer (78.) 6:1 Flemming Christensen (86.)                                                           |
| Lyngby BK      | Jan Rindom – Henrik Larsen, Erik Larsen, Michael Gothenborg, Claus Christiansen – John Helt, Dennis Foss Nielsen, Flemming Christensen, Peter Nielsen (76. Knut Clem) – Allan Kuhn (69. Michael Schäfer), Morten Wieghorst Cheftrainer: Kim Lyshøj |
| Aarhus GF      | Troels Rasmussen – Lasse Skov, John Stampe (46. Henrik Jespersen), Marc Rieper, Lars Frisch – Stig Tøfting, Claus Thomsen, Uffe Jakobsen, Torben Christensen – Lars Lundkvist (58. Søren Andersen), Erik Madsen Cheftrainer: Ole Brandenborg       |